# Buckinghamshire
Pour les articles homonymes, voir Bucks.
Le Buckinghamshire (prononcé en anglais : /ˈbʌkɪŋəmʃə(ɹ)/), en abrégé Bucks (/bʌks/), est un comté du Sud-Est de l'Angleterre, au Royaume-Uni. Il est situé au nord-ouest du Grand Londres et jouxte également le Berkshire, l'Oxfordshire, le Northamptonshire, le Bedfordshire et le Hertfordshire. Son chef-lieu est Aylesbury.

## Géographie
La géographie physique du comté est dominée par les Chilterns au sud et par la vallée d'Aylesbury au nord, traversée par la Great Ouse.

## Histoire
Avant la conquête romaine, le territoire de l'actuel Buckinghamshire était occupé par le peuple Celte des Catuvellauni. Le comté fut mis en place à l'époque anglo-saxonne et doit son nom à la ville de Buckingham. Aylesbury devint la capitale du comté sous le règne d'Henri VIII au début du XVIe siècle.
Avant la réorganisation du gouvernement local en 1974, la Tamise formait la frontière méridionale entière du Buckinghamshire. Lors de la réorganisation, Buckinghamshire perdit parti du sud de son territoire, dont Slough et Eton, qui fut transféré dans le Berkshire.

## Subdivisions

Carte de la situation avant 2020.
Carte de la situation depuis 2020.

Depuis le 1er avril 2020, le comté cérémoniel du Buckinghamshire se compose de deux autorités unitaires, celle du Buckinghamshire (en) et celle de Milton Keynes.
Jusqu'au 31 mars 2020, le comté cérémoniel se composait de quatre districts, qui relevaient du Buckinghamshire County Council, et d'une autorité unitaire indépendante.
| No | Nom                   | Chef-lieu     | Superficie (km2) | Population (est. 2011) |
| -- | --------------------- | ------------- | ---------------- | ---------------------- |
| 1  | South Bucks           | Denham        | 141,3            | 67 100                 |
| 2  | Chiltern              | Amersham      | 196,4            | 92 700                 |
| 3  | Wycombe               | High Wycombe  | 324,6            | 172 000                |
| 4  | Aylesbury Vale        | Aylesbury     | 902,8            | 174 900                |
| 5  | Milton Keynes (A. U.) | Milton Keynes | 308,6            | 255 700                |

## Politique
Le Buckinghamshire comprend sept circonscriptions électorales :
| Nom | Nom                  | Nombre d'électeurs (2010) | Député                                            |
| --- | -------------------- | ------------------------- | ------------------------------------------------- |
|     | Aylesbury            | 72 023                    | Rob Butler (Parti conservateur)                   |
|     | Beaconsfield         | 72 604                    | Joy Morrissey (Parti conservateur)                |
|     | Buckingham           | 69 560                    | Greg Smith (homme politique) (Parti conservateur) |
|     | Chesham and Amersham | 70 596                    | Sarah Green (Libéraux-démocrates)                 |
|     | Milton Keynes North  | 75 312                    | Ben Everitt (Parti conservateur)                  |
|     | Milton Keynes South  | 75 682                    | Iain Stewart (Parti conservateur)                 |
|     | Wycombe              | 71 997                    | Steve Baker (Parti conservateur)                  |

## Drapeau
Le drapeau et le blason du comté montrent un cygne blanc portant des chaînes d'or et une couronne d'or sur sa gorge. Il se réfère au fait que légalement, en Angleterre, ces oiseaux sont la propriété du monarque.